# VR-Baureihe Sm4
Die Baureihe Sm4 sind elektrische Doppeltriebwagen der Finnischen Staatsbahn VR. Sie wurden bei der Bahnsparte von Fiat entwickelt, jedoch 1999 von Construcciones y Auxiliar de Ferrocarriles (CAF) in Spanien und 2004–2005 in Frankreich hergestellt. Der elektrische Teil kam von Fiat Ferroviaria Elettromeccanica Parizzi, später Alstom Ferroviaria.

## Technischer Aufbau

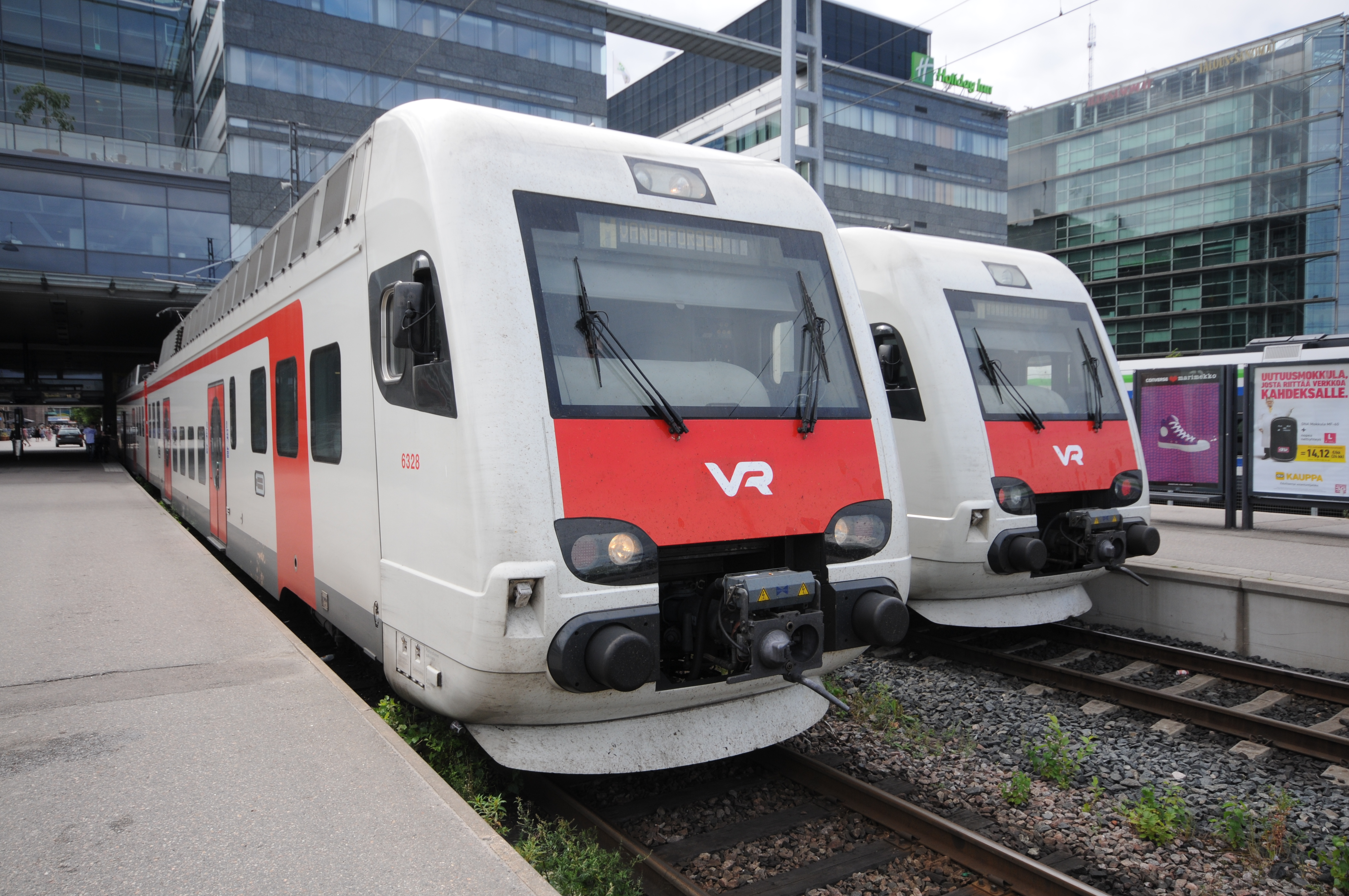
Zwei Sm4 im Hauptbahnhof Helsinki (2011)

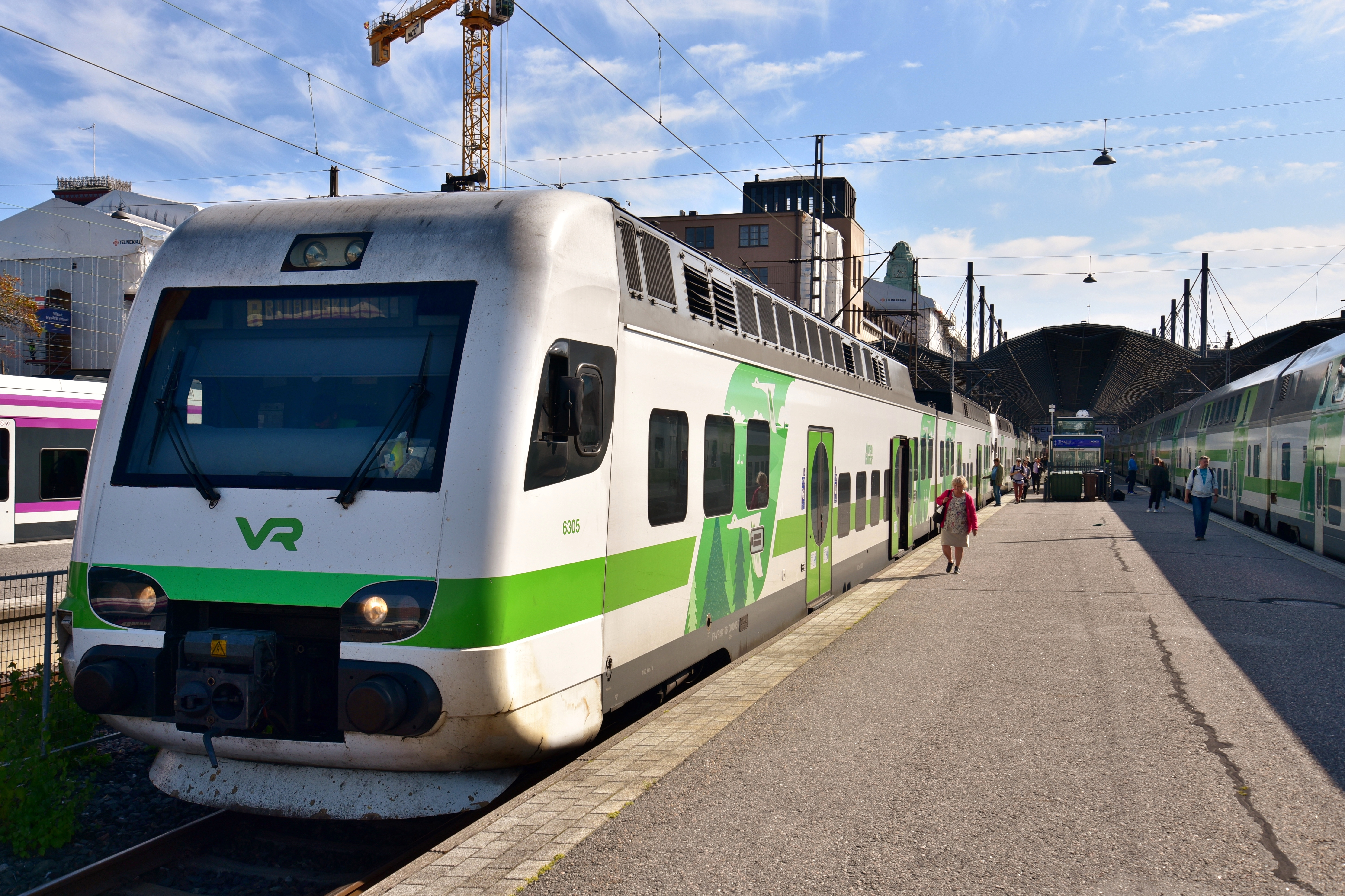
Sm4 6305+6405 im Hauptbahnhof Helsinki (2019)

Eine Einheit besteht aus zwei kurzgekuppelten, fast gleich aufgebauten Drehgestellwagen. Unterschieden wird zwischen dem Sm4 (M) und dem Sm4 (MT), wobei im Sm4 (MT) der Haupttransformator untergebracht ist.
Zwischen den Drehgestellen ist der Wagenboden abgesenkt, in diesem Bereich liegen die Einstiegsräume. Damit sind die Triebwagen barrierefrei zugänglich. Angetrieben sind jeweils die Radsätze der Drehgestelle am Kurzkuppelende.
Die ersten zehn Einheiten wurden 1999 geliefert und ab dem 7. Oktober 1999 im Schienennahverkehr in der Region Helsinki eingesetzt. Am 25. Juni 2002 gab die VR bekannt, dass sie weitere 20 Einheiten bestellt hatte. Diese wurden im Zeitraum von April 2004 bis Februar 2005 ausgeliefert. Die Haupteinsatzstrecken führen von Helsinki nach Riihimäki und Lahti. Das Einsatzgebiet kann zudem bis Tampere reichen.
Im Regelbetrieb können fünf Einheiten miteinander verbunden werden.
Bis zu Inbetriebnahme der Sm5 waren diese Triebwagen die einzigen, die auf der Linie Z eingesetzt werden konnten, da nur sie die geforderte Geschwindigkeit auf der Neubaustrecke Kerava–Lahti erreichen konnten.